# Belonogaster tanosy
Belonogaster tanosy är en getingart som beskrevs av Hensen och Blommers 1987. Belonogaster tanosy ingår i släktet Belonogaster och familjen getingar. Inga underarter finns listade.